# Rinyakovácsi, Somogy
Rinyakovácsi  este un sat în districtul Kaposvár, județul Somogy, Ungaria, având o populație de 149 de locuitori (2011). 

## Demografie
Componența etnică a satului Rinyakovácsi
     Maghiari (74,37%)
     Romi (25,63%)
Componența confesională a satului Rinyakovácsi
     Romano-catolici (79,19%)
     Reformați (6,71%)
     Fără religie (6,04%)
     Necunoscută (8,05%)
Conform recensământului din 2011, satul Rinyakovácsi avea 149 de locuitori. Din punct de vedere etnic, majoritatea locuitorilor (74,37%) erau maghiari, cu o minoritate de romi (25,63%).  Din punct de vedere confesional, majoritatea locuitorilor (79,19%) erau romano-catolici, existând și minorități de reformați (6,71%) și persoane fără religie (6,04%). Pentru 8,05% din locuitori nu este cunoscută apartenența confesională.